# Good Girl Gone Bad
Good Girl Gone Bad (englisch für ‚Ein braves Mädchen wurde unartig‘) ist das dritte Studioalbum von Rihanna aus dem Jahre 2007.

## Entstehungsgeschichte
Das Album wurde unter dem Arbeitstitel „One“ produziert. Aufgenommen wurde es zwischen 2006 und 2007 in mehreren Studios, unter anderem in New York City, Los Angeles, Chicago und sogar in Barbados’ Hauptstadt Bridgetown. Rihanna vermeidet bei Good Girl Gone Bad ihren typischen R&B- und Reggae-Sound und setzt auf mehr schnellen Dance-Pop und tanzbare Club- und Chart-Hits. In einem Interview bestätigte sie, dass der größte Einfluss auf „Good Girl Gone Bad“ Brandys Afrodisiac ist, welches ihrer Meinung nach das Album ist, welches sie Tag und Nacht hört und ihre große Inspiration ist. Sie bewundert, dass jeder Song großartig ist. Man könne das ganze Album hören. Außerdem erklärte sie, dass sie sich einfach dachte: „Weißt du was? Ich muss ein Album wie dieses machen“.

## Hintergrund
Über die Bedeutung des Titels wurde bei der Bekanntgabe wild spekuliert. Bei einem Interview mit einem britischen Radio-Sender bezog Rihanna zum ersten Mal Stellung und erklärte: „Es zeigt den Leuten, dass ich jetzt eine eigenständige Persönlichkeit bin, ich tue nicht mehr alles, was mir die Leute auftragen. Ich bin nicht mehr die unschuldige Rihanna. Mittlerweile nehme ich mehr Risiken auf mich und auch mehr Chancen wahr.“
In ihrem dritten Album löst sich Rihanna endgültig von ihrem „Good-Girl“-Image, deshalb auch der Titel Good Girl Gone Bad.
Beweis für diesen Imagewechsel ist das Musikvideo zu Umbrella, welches sich stark von Rihannas bisherigen Videos abhebt, da sie sich viel freizügiger gibt.
Neben dem normalen Album ist auch eine Deluxe Edition erhältlich, sie enthält eine zweite CD mit exklusiven Dance-Remixen.
Die erste Live-Aufführung von Umbrella in den USA war bei den MTV Movie Awards 2007. Rihanna bestätigte bereits im Voraus, dass sich Good Girl Gone Bad von ihren beiden ersten Alben durch mehr schnellere Songs unterscheiden wird.
Ab September 2007 bis Ende März 2008 reiste Rihanna um die ganze Welt, mit ihrer erfolgreichen „Good Girl Gone Bad-Tour“. Dazu erschien im Juni 2008 ihre allererste Live-DVD.
Der Refrain „mama-say mama-sa ma-ma-coo-sa“ im Song Don’t Stop the Music stammt ursprünglich von dem Manu-Dibango-Klassiker Soul Makossa aus dem Jahr 1972, dieser wurde auch 1983 von Michael Jackson in seinem Song Wanna Be Startin’ Somethin’ benutzt. 2007 fragte Rihanna anstatt Dibango Jackson um Erlaubnis die Stelle zu sampeln, Jackson verschwieg ihr, dass er nicht der Urheber der Passage ist. Sowohl Rihanna als auch Jackson wurden von Dibango wegen Urheberrechtsverletzungen verklagt.

## Titellisten

### CD 1
| Nr. | Titel                  | Songwriter                                                                      | Produzenten                              | Features          | Dauer |
| --- | ---------------------- | ------------------------------------------------------------------------------- | ---------------------------------------- | ----------------- | ----- |
| 1   | „Umbrella“             | C. Stewart, Terius Nash, Kuk Harrell, S. Carter                                 | Christopher Stewart                      | Jay-Z             | 4:35  |
| 2   | „Push Up on Me“        | J. Rotem, Makeba Riddick, L. Richie, Cynthia Weil                               | Jonathan Rotem                           |                   | 3:15  |
| 3   | „Don’t Stop the Music“ | T. E. Hermansen, M. S. Eriksen, T. Dabney, M. Jackson                           | Stargate                                 |                   | 4:27  |
| 4   | „Breakin’ Dishes“      | C. Stewart, T. Nash                                                             | Christopher Stewart                      |                   | 3:20  |
| 5   | „Shut Up and Drive“    | E. Rogers, C. Sturken, S. Morris, P. Hook, B. Sumner, G. Gilbert                | Carl Sturken und Evan Rogers             |                   | 3:33  |
| 6   | „Hate That I Love You“ | S. Smith, T. E. Hermansen, M. S. Eriksen                                        | Stargate                                 | Ne-Yo             | 3:39  |
| 7   | „Say It“               | M. Riddick, Q. Atkinson, Ewart Brown, Clifton Dillon, S. Dunbar, Brian Thompson | Neo Da Matrix                            |                   | 4:10  |
| 8   | „Sell Me Candy“        | T. Nash, M. Riddick, T. Mosley                                                  | Timbaland                                |                   | 2:45  |
| 9   | „Lemme Get That“       | T. Nash, T. Mosley, S. Carter                                                   | Timbaland                                |                   | 3:41  |
| 10  | „Rehab“                | J. Timberlake, T. Mosley, H. Lane                                               | Timbaland, co-produziert von Hannon Lane | Justin Timberlake | 4:54  |
| 11  | „Question Existing“    | S. Smith, S. Taylor, S. Carter                                                  | Shea Taylor, co-produziert von Ne-Yo     |                   | 4:08  |
| 12  | „Good Girl Gone Bad“   | S. Smith, T. E. Hermansen, M. S. Eriksen, L. Marlin                             | Stargate                                 |                   | 3:35  |

### CD 2 (Dance Remixes (Deluxe Edition))
| Nr. | Titel                                              | Songwriter                                                                         | Produzenten                          | Mitwirkende Interpreten | Dauer |
| --- | -------------------------------------------------- | ---------------------------------------------------------------------------------- | ------------------------------------ | ----------------------- | ----- |
| 1   | „Umbrella“ (Seamus Haji & Paul Emanuel Club Remix) | Christopher Stewart, Terius Nash, Kuk Harrell, S. Carter                           | Christopher Stewart                  | Jay-Z                   | 6:27  |
| 2   | „Shut Up and Drive“ (The Wideboys Club Remix)      | E. Rogers, C. Sturken, Stephen Morris, Peter Hook, Bernard Sumner, Gillian Gilbert | Carl Sturken und Evan Rogers         |                         | 6:36  |
| 3   | „Breakin’ Dishes“ (Soul Seekerz remix)             | C. Stewart, T. Nash                                                                | Christopher Stewart                  |                         | 6:04  |
| 4   | „Don’t Stop the Music“ (The Wideboys Club Mix)     | T. E. Hermansen, M. S. Eriksen, T. Dabney, M. Jackson                              | Stargate                             |                         | 6:37  |
| 5   | „Question Existing“ (The Wideboys Club Mix)        | S. Smith, S. Taylor, S. Carter                                                     | Shea Taylor, co-produziert von Ne-Yo |                         | 6:12  |
| 6   | „Hate That I Love You“ (K-Klassic Remix)           | S. Smith, T. E. Hermansen, M. S. Eriksen                                           | StarGate                             | Ne-Yo                   | 7:41  |
| 7   | „Push Up on Me“ (Moto Blanco Club Mix)             | J. Rotem, Makeba Riddick, L. Richie, Cynthia Weil                                  | Jonathan Rotem                       |                         | 6:37  |
| 8   | „Good Girl Gone Bad“ (Soul Seekerz Remix)          | S. Smith, T. E. Hermansen, M. S. Eriksen, L. Marlin                                | StarGate                             |                         | 6:35  |
| 9   | „Haunted“ (Steve Mac Classic Mix)                  | E. Rogers, C. Sturken                                                              | Evan Rogers & Carl Sturken           |                         | 6:25  |
| 10  | „Say It“ (Soul Seekerz Remix)                      | M. Riddick, Neo Da Matrix, Ewart Brown, Clifton Dillon, Sly Dunbar, Brian Thompson | Neo Da Matrix                        |                         | 5:48  |
| 11  | „Cry“ (Steve Mac Classic Mix)                      | M. S. Eriksen, T. E. Hermansen, T. Dabney                                          | Stargate                             |                         | 7:22  |
| 12  | „SOS“ (Digital Dog Remix)                          | J. Rotem, E. Kidd Bogart, E. Cobb                                                  | Jonathan Rotem                       |                         | 6:22  |

## Good Girl Gone Bad: Reloaded
Im Frühsommer 2008 kündigte Rihanna mit der neuen Single „Take a Bow“ eine Re-Release-Version ihres Albums an. Diese trug den Titel „Good Girl Gone Bad: Reloaded“ und wurde in zwei Versionen veröffentlicht. Die eine enthält eine CD mit den 12 Standardtiteln und drei zusätzlichen Liedern; die andere Version beinhaltet neben der CD auch eine DVD mit vier Livevideos aus ihrer „Good Girl Gone Bad Tour“ und eine Dokumentation. Vorerst war auch ein Lied mit dem Titel „Hatin’ On The Club“ mit The-Dream für das Album geplant, es wurde jedoch kurz vor Veröffentlichung aus der Tracklist genommen.
CD
| #  | Titel                                                   | Komponisten                                                                                  | Länge |
| -- | ------------------------------------------------------- | -------------------------------------------------------------------------------------------- | ----- |
| 1  | Umbrella (feat. Jay-Z)                                  | Christopher Stewart, The-Dream, Kuk Harrell, Jay-Z                                           | 4:35  |
| 2  | Push Up On Me                                           | J. R. Rotem, Makeba Riddick, Lionel Richie, Cynthia Weil                                     | 3:15  |
| 3  | Don’t Stop the Music                                    | Stargate, Michael Jackson                                                                    | 4:27  |
| 4  | Breakin’ Dishes                                         | Christopher Stewart, The-Dream                                                               | 3:20  |
| 5  | Shut Up and Drive                                       | Carl Sturken und Evan Rogers, Stephen Morris, Peter Hook, Bernard Sumner, Gillian Gilbert    | 3:33  |
| 6  | Hate That I Love You (feat. Ne-Yo)                      | Christopher Stewart, The-Dream                                                               | 3:39  |
| 7  | Say It                                                  | Makeba Riddick, Quaadir Atkinson, Ewart Brown, Clifton Dillon, Lowell Dunbar, Brian Thompson | 4:10  |
| 8  | Sell Me Candy                                           | Terius Nash, Makeba Riddick, Timbaland                                                       | 2:45  |
| 9  | Lemme Get That                                          | Terius Nash, Timbaland, Jay-Z                                                                | 3:41  |
| 10 | Rehab                                                   | Justin Timberlake, Timbaland, Hannon Lane                                                    | 4:54  |
| 11 | Question Existing                                       | Shaffer Smith, Shea Taylor, Shawn Carter                                                     | 4:06  |
| 12 | Good Girl Gone Bad                                      | Shaffer Smith, Tor Erik Hermansen, Mikkel S. Eriksen, Lene Marlin                            | 3:33  |
| 13 | Disturbia                                               | Rihanna, Chris Brown, Andre Merritt                                                          | 3:59  |
| 14 | Take a Bow                                              | Ne-Yo, T.E. Hermansen, M.S. Eriksen                                                          | 3:49  |
| 15 | If I Never See Your Face Again (Maroon 5 feat. Rihanna) | Adam Levine, James Valentine                                                                 | 3:18  |

Bonustitel
1. Cry (UK, Australien & Japan Bonustrack) – 3:53 (produziert von Stargate)
2. Haunted (Japan Bonustrack) – 4:08 (produziert von Evan Rogers und Carl Sturken)

Videoalbum
| # | Titel                | Details                                                                                               | Länge |
| - | -------------------- | --- | ----- |
| 1 | Breakin’ Dishes      | Live-Auftritt aus Good Girl Gone Bad Live                                                             | 3:27  |
| 2 | Push Up On Me        | Live-Auftritt aus Good Girl Gone Bad Live                                                             | 2:26  |
| 3 | Unfaithful           | Live-Auftritt aus Good Girl Gone Bad Live                                                             | 5:11  |
| 4 | Hate That I Love You | Live-Auftritt aus Good Girl Gone Bad Live (ohne Ne-Yo)                                                | 3:45  |
| 5 | Dokumentation        | Rihanna und ihrer Crew hinter den Kulissen der Good Girl Gone Bad Tour in Europa im Winter 2007/2008. | 10:53 |

## Singles
Im März 2007 wurde die Hit-Single Umbrella veröffentlicht; sie erreichte in zahlreichen Staaten Platz eins der Charts. Umbrella ist das erfolgreichste Lied des Albums.
Die zweite Single Shut Up and Drive wurde dann im August veröffentlicht, hatte jedoch nicht denselben Erfolg wie Umbrella. In Deutschland wurde die Single erst im Februar 2008 veröffentlicht. Bei der 2-Track-Version der deutschen Single ist u. a. das Lied Haunted zu finden, das bisher noch nicht veröffentlicht wurde.
Don’t Stop the Music, die dritte Auskoppelung, erschien im September, knüpfte an den Erfolg von „Umbrella“ an, und erreichte u. a. auch Platz eins der deutschen Charts.
Im November erschien dann die vierte Single Hate That I Love You (feat. Ne-Yo), eine Ballade, die sich in den Top-20 der Charts platzieren konnte.
Die fünfte Single soll aus der Re-Release-Version von „Good Girl Gone Bad“ sein, das am 13. Juni 2008 erscheinen soll. Die Single heißt Take a Bow und stammt aus der Feder von Ne-Yo und Stargate. Etwa zeitgleich erscheint auch die Single Hate That I Love You in Spanien und Lateinamerika, jedoch in einer neuen Version und einem neuen Video, featuring David Bisbal. Von dieser Version ist jedoch keine CD erschienen.
Die siebte Single, If I Never See Your Face Again, ist ein Duett mit Maroon 5. Der Song ist ebenfalls auf beiden Re-Release-Alben der Künstler vertreten. Es erschien jedoch keine Single-CD zu dieser Auskopplung.
In einer Radiosendung kündigte Rihanna an, dass die nächste Single Disturbia (ebenfalls aus dem Re-Released-Album) wird. Das Lied sei eines ihrer Lieblingsaufnahmen und sie ist über die Auskopplung sehr gespannt. Das Lied war zuerst für das nächste Studioalbum geplant, wurde nach Rihanna, jedoch vorverschoben, da es ein perfektes Lied für eine Sommersingle ist. Disturbia konnte sich als dritte Single aus Good Girl Gone Bad auf Platz eins der US-amerikanischen Billboard-Charts platzieren.
Breakin’ Dishes, welche schon die Single nach Don’t Stop the Music sein sollte, wurde wegen der spontanen Veröffentlichung des Re-Release-Albums und die Singles daraus (u. a. Take a Bow, If I Never See Your Face Again (feat. Maroon 5) und Disturbia) verschoben. Kürzlich wurde das Release von Breakin’ Dishes annulliert und stattdessen der Song Rehab als nächste Single ausgesucht.
| Jahr | Titel                | Höchstplatzierung, Gesamtwochen, AuszeichnungChartplatzierungen (Jahr, Titel, , Platzierungen, Wochen, Auszeichnungen, Anmerkungen) | Höchstplatzierung, Gesamtwochen, AuszeichnungChartplatzierungen (Jahr, Titel, , Platzierungen, Wochen, Auszeichnungen, Anmerkungen) | Höchstplatzierung, Gesamtwochen, AuszeichnungChartplatzierungen (Jahr, Titel, , Platzierungen, Wochen, Auszeichnungen, Anmerkungen) | Höchstplatzierung, Gesamtwochen, AuszeichnungChartplatzierungen (Jahr, Titel, , Platzierungen, Wochen, Auszeichnungen, Anmerkungen) | Höchstplatzierung, Gesamtwochen, AuszeichnungChartplatzierungen (Jahr, Titel, , Platzierungen, Wochen, Auszeichnungen, Anmerkungen) | Anmerkungen                                                                           |
| Jahr | Titel                | DE | AT | CH | UK | US | Anmerkungen                                                                           |
| --- | -------------------- | --- | --- | --- | --- | --- | ------------------------------------------------------------------------------------- |
| 2007 | Umbrella             | DE1 (47 Wo.)DE | AT1 (34 Wo.)AT | CH1 (73 Wo.)CH | UK1 (71 Wo.)UK | US1 (33 Wo.)US | Erstveröffentlichung: 29. März 2007 Verkäufe: + 16.636.271; feat. Jay-Z               |
| 2007 | Shut Up and Drive    | DE6 (14 Wo.)DE | AT31 (12 Wo.)AT | CH14 (19 Wo.)CH | UK5 (31 Wo.)UK | US15 (20 Wo.)US | Erstveröffentlichung: 12. Juni 2007 Verkäufe: + 4.160.000                             |
| 2007 | Hate That I Love You | DE11 (14 Wo.)DE | AT14 (19 Wo.)AT | CH13 (13 Wo.)CH | UK15 (20 Wo.)UK | US7 (26 Wo.)US | Erstveröffentlichung: 21. August 2007 Verkäufe: + 4.182.500; feat. Ne-Yo/David Bisbal |
| 2007 | Don’t Stop the Music | DE1 (43 Wo.)DE | AT1 (32 Wo.)AT | CH1 (55 Wo.)CH | UK4 (38 Wo.)UK | US3 (30 Wo.)US | Erstveröffentlichung: 7. September 2007 Verkäufe: + 9.417.194                         |
| 2008 | Take a Bow           | DE6 (23 Wo.)DE | AT6 (25 Wo.)AT | CH7 (29 Wo.)CH | UK1 (27 Wo.)UK | US1 (27 Wo.)US | Erstveröffentlichung: 15. April 2008 Verkäufe: + 9.477.407                            |
| 2008 | Disturbia            | DE5 (23 Wo.)DE | AT4 (27 Wo.)AT | CH4 (41 Wo.)CH | UK3 (36 Wo.)UK | US1 (37 Wo.)US | Erstveröffentlichung: 17. Juni 2008 Verkäufe: + 9.238.514                             |
| 2008 | Rehab                | DE4 (16 Wo.)DE | AT9 (15 Wo.)AT | CH13 (22 Wo.)CH | UK16 (16 Wo.)UK | US18 (17 Wo.)US | Erstveröffentlichung: 6. Oktober 2008 Verkäufe: + 2.965.000; feat. Justin Timberlake  |
| Folgende Lieder erschienen nicht als Single, wurden aber durch das Album zum Download und Streaming bereitgestellt und konnten somit eine Platzierung erlangen: |                      | | | | | |                                                                                       |
| |                      | | | | | |                                                                                       |
| 2014 | Cry                  | DE64 (1 Wo.)DE | — | CH50 (1 Wo.)CH | — | — | Charteinstieg: 24. August 2014                                                        |

## Kommerzieller Erfolg

### Chartplatzierungen
| ChartsChartplatzierungen       | Höchstplatzierung | Wochen |
| ------------------------------ | ----------------- | ------ |
| Deutschland (GfK)              | 4 (… Wo.)         | …      |
| Österreich (Ö3)                | 3 (75 Wo.)        | 75     |
| Schweiz (IFPI)                 | 1 (… Wo.)         | …      |
| Vereinigte Staaten (Billboard) | 2 (163 Wo.)       | 163    |
| Vereinigtes Königreich (OCC)   | 1 (203 Wo.)       | 203    |

| ChartsJahrescharts (2007)      | Platzierung |
| ------------------------------ | ----------- |
| Deutschland (GfK)              | 19          |
| Österreich (Ö3)                | 17          |
| Schweiz (IFPI)                 | 8           |
| Vereinigte Staaten (Billboard) | 57          |
| Vereinigtes Königreich (OCC)   | 10          |

| ChartsJahrescharts (2008)      | Platzierung |
| ------------------------------ | ----------- |
| Deutschland (GfK)              | 24          |
| Österreich (Ö3)                | 47          |
| Schweiz (IFPI)                 | 25          |
| Vereinigte Staaten (Billboard) | 21          |
| Vereinigtes Königreich (OCC)   | 6           |

| ChartsJahrescharts (2009)      | Platzierung |
| ------------------------------ | ----------- |
| Deutschland (GfK)              | 95          |
| Vereinigte Staaten (Billboard) | 70          |
| Vereinigtes Königreich (OCC)   | 63          |

| ChartsJahrescharts (2011)    | Platzierung |
| ---------------------------- | ----------- |
| Vereinigtes Königreich (OCC) | 87          |

| ChartsJahrescharts (2023)    | Platzierung |
| ---------------------------- | ----------- |
| Vereinigtes Königreich (OCC) | 91          |

| ChartsJahrescharts (2024)      | Platzierung |
| ------------------------------ | ----------- |
| Deutschland (GfK)              | 47          |
| Schweiz (IFPI)                 | 34          |
| Vereinigte Staaten (Billboard) | 171         |
| Vereinigtes Königreich (OCC)   | 70          |

### Auszeichnungen für Musikverkäufe
| Land/Region                  | Auszeichnungen für Musikverkäufe (Land/Region, Auszeichnung, Verkäufe) | Verkäufe    |
| ---------------------------- | ---------------------------------------------------------------------- | ----------- |
| Australien (ARIA)            | 8× Platin                                                              | 560.000     |
| Belgien (BRMA)               | 2× Platin                                                              | 60.000      |
| Brasilien (PMB)              | 2× Platin                                                              | 120.000     |
| Dänemark (IFPI)              | 6× Platin                                                              | 120.000     |
| Deutschland (BVMI)           | 4× Platin                                                              | 800.000     |
| Europa (IFPI)                | 3× Platin                                                              | (3.000.000) |
| Finnland (IFPI)              | Gold                                                                   | 16.002      |
| Frankreich (SNEP)            | Platin                                                                 | 200.000     |
| Golf-Kooperationsrat (IFPI)  | Platin                                                                 | 6.000       |
| Griechenland (IFPI)          | Gold                                                                   | 5.000       |
| Irland (IRMA)                | 3× Platin                                                              | 45.000      |
| Italien (FIMI)               | Platin                                                                 | 50.000      |
| Japan (RIAJ)                 | Platin                                                                 | 250.000     |
| Kanada (MC)                  | 5× Platin                                                              | 500.000     |
| Mexiko (AMPROFON)            | Gold                                                                   | 50.000      |
| Neuseeland (RMNZ)            | 5× Platin                                                              | 75.000      |
| Niederlande (NVPI)           | Gold                                                                   | 30.000      |
| Österreich (IFPI)            | Platin                                                                 | 20.000      |
| Polen (ZPAV)                 | Platin                                                                 | 20.000      |
| Portugal (AFP)               | Gold                                                                   | 10.000      |
| Russland (NFPF)              | 4× Platin                                                              | 80.000      |
| Schweden (IFPI)              | Gold                                                                   | 20.000      |
| Schweiz (IFPI)               | 3× Platin                                                              | 90.000      |
| Singapur (RIAS)              | Platin                                                                 | 10.000      |
| Spanien (Promusicae)         | Platin                                                                 | 60.000      |
| Ungarn (MAHASZ)              | Platin                                                                 | 6.000       |
| Vereinigte Staaten (RIAA)    | 7× Platin                                                              | 7.000.000   |
| Vereinigtes Königreich (BPI) | 8× Platin                                                              | 2.400.000   |
| Insgesamt                    | 6× Gold · 69× Platin ·                                                 | 12.603.002  |

Hauptartikel: Rihanna/Auszeichnungen für Musikverkäufe